# María Luengas Mengual
María Luengas Mengual (1992) es una deportista española que compitió en salvamento ganando seis medallas en competiciones de máximo nivel internacional y batió dos veces el récord del mundo en la prueba de 100m socorrista.